# هواوي نوفا 3 اي
Huawei Nova 3i هو هاتف ذكي يعمل بنظام أندرويد تم تصنيعه بواسطة هواوي. يتميز بشاشة مقاس 6.3 بوصة بنسبة عرض إلى ارتفاع 19.5: 9. ياتي الهاتف بمواصفات تقدم أداء مرضيا جدا لمستخدمي الهواتف الذكية حول العالم حيث يشتمل الهاتف على معالج تشغيل كيرين 710 ثماني النواة (4x2.2 GHz Cortex-A73 & 4x1.7 GHz Cortex-A53 ) ومعالج رسوميات مالي جي 51 ، مع رامات 4 أو 6 جيجا رام، بالإضافة إلى ذاكرة داخلية كبيرة 64 أو 128 جيجا بايت. تم إصداره رسميًا في 21 يوليو 2018.

## مواصفات

### البرمجيات
1. ↑  وصلة مرجع: https://www.xda-developers.com/huawei-nova-3i-kirin-710-launch/.
2. 1 2  وصلة مرجع: https://consumer.huawei.com/my/phones/nova3i/specs/.
3. ↑  وصلة مرجع: https://www.gsmarena.com/huawei_nova_3i_arrives_philippines_kirin_710-news-32286.php.